# Лонг, Шед
Шедрик Бернард Лонг (англ. Shedric Bernard Long, 22 августа 1995, Бирмингем) — американский бейсболист, игрок второй базы клуба Главной лиги бейсбола «Сиэтл Маринерс».

## Карьера
Шед Лонг родился 22 августа 1995 года в Бирмингеме, штат Алабама. В возрасте трёх лет он начал играть в ти-бол. Четыре года играл за бейсбольную команду старшей школы Джэксонвилл. В 2013 году, сразу после окончания учебного заведения, Шед был задрафтован клубом «Цинциннати Редс» под общим триста семьдесят пятым номером.
В 2013 году Лонг начал выступления в системе клуба в Аризонской лиге для новичков. Всего в фарм-командах «Редс» он провёл пять лет, продвинувшись до уровня АА-лиги. Осенью 2017 года клуб включил Шеда в расширенный состав. В сезоне 2018 года, ставшим для него последним в «Цинциннати», он выступал за «Пенсаколу». В чемпионате Южной лиги Лонг сыграл в ста двадцати шести матчах, отбивая с показателем 26,1 %. Летом он был приглашён на Матч всех звёзд лиги. Осенью Шед играл в Аризонской лиге, принимал участие в Матче восходящих звёзд турнира. После окончания сезона сайт Baseball America поставил его на седьмое место в рейтинге молодых игроков «Редс».
21 января 2019 года Лонг был обменян в «Нью-Йорк Янкис» на питчеров Сонни Грея и Рейвера Санмартина. В тот же день ньюйоркцы отправили Шеда в «Сиэтл Маринерс» в обмен на молодого аутфилдера Джоша Стоуэрса. Сезон он начал в команде ААА-лиги «Такома Рейнирс», за которую провёл тридцать две игры, в которых отбивал с показателем 27,6 %, выбил пять хоум-ранов и набрал двадцать одно RBI. 11 мая Лонг был вызван в основной состав и дебютировал за «Маринерс» в гостевом матче с «Бостон Ред Сокс». 